# Antônio Rodrigues Pereira
Antônio Rodrigues Pereira, primeiro e único Barão de Pouso Alegre, (c. 1805 — 22 de dezembro de 1883) foi um proprietário rural e político brasileiro.
Filho do capitão Felisberto da Costa Pereira e Eufrásia Maria de Jesus. Era primo do padre inconfidente Manuel Rodrigues da Costa. Sua família era dona da histórica Fazenda dos Macacos, em Conselheiro Lafaiete, Minas Gerais.
Foi casado com Clara Lima Rodrigues, baronesa de Pouso Alegre, e pai do conselheiro Lafayette Rodrigues Pereira, o conhecido conselheiro Laffayete. Era irmão de Alcides Rodrigues Pereira, barão de Lamim.
Os seus restos mortais, os de sua esposa e as cinzas do seu filho, conselheiro Lafayette, estão sepultadas na Igreja Matriz de Nossa Senhora da Conceição, localizada na praça Barão de Queluz, em Conselheiro Lafaiete, Minas Gerais.